# Шоймарі (комуна)
Шоймарі (рум. Șoimari) — комуна у повіті Прахова в Румунії. До складу комуни входять такі села (дані про населення за 2002 рік):
- Лопатніца (764 особи)
- Мегура (590 осіб)
- Шоймарі (1842 особи)

Комуна розташована на відстані 82 км на північ від Бухареста, 29 км на північний схід від Плоєшті, 145 км на захід від Галаца, 70 км на південний схід від Брашова.

## Населення
За даними перепису населення 2002 року у комуні проживали 3196 осіб, усі — румуни. Усі жителі комуни рідною мовою назвали румунську.
Склад населення комуни за віросповіданням:
| Релігія            | Кількість осіб | Відсоток |
| ------------------ | -------------- | -------- |
| православні        | 3089           | 96,7%    |
| п'ятдесятники      | 103            | 3,2%     |
| адвентисти         | 1              | < 0,1%   |
| бретрени           | 1              | < 0,1%   |
| лютерани           | 1              | < 0,1%   |
| не вказали релігію | 1              | < 0,1%   |